# 1984 en hockey sur glace
Cette page présente les éléments de hockey sur glace de l'année 1984, que ce soit d'un point de vue rencontres internationales ou championnats nationaux. Les grandes dates des différentes compétitions sont données ainsi que les décès de personnalités du hockey mondial.

## Amérique du Nord

### Ligue nationale de hockey
- 19 décembre : Wayne Gretzky des Oilers d'Edmonton devient le dix-huitième joueur de l'histoire de la LNH à dépasser la barre symbolique des 1 000 points en carrière lors d'un match contre les Kings de Los Angeles. Avec seulement 424 matchs joués, il est tout de même le joueur le plus rapide de l'histoire à dépasser le millier[1].
- Les Oilers remportent la Coupe Stanley en 1984 et 1985.

## International

### Jeux Olympiques
Domination des soviétiques, et nouvel échec de l'équipe canadienne, qui malgré une préparation d'un an, est blanchie par tous ses opposants lors du tour final et finit au pied du podium.

## Autres évènements

### Fondation de club
- Amager Jets (Danemark)
- Avantes H.C (Grèce)
- EHC Bumbach (Suisse)
- EHC Hamburg (Allemagne)
- Espoo Blues (Finlande)
- Heinolan Kiekko (Finlande)
- Iptamenoi Pagodromoi (Grèce)
- Kedr Tomsk (Russie)
- Lee Valley Lions (Royaume-Uni)
- Muik Hockey (Finlande)
- Oxford City Stars (Royaume-Uni)
- PAS Pireas (Grèce)
- SC Untervaz (Suisse)
- SV Ritten (Italie)
- Titanes 97 Thessaloniki (Grèce)
- Wölfe Freiburg (Allemagne)

### Décès
- 19 janvier : Maxwell Bentley, vainqueur à trois reprises de la Coupe Stanley avec les Maple Leafs de Toronto. Il fut intronisé au Temple de la renommée du hockey en 1966.